# (74056) 1998 KM9
1998 كي أم 9 (ويعرف أيضًا باسم (74056) 1998 كي أم 9 وفق تسمية الكوكب الصغير) (بالإنجليزية: 1998 KM9)‏ هو كويكب ضمن حزام الكويكبات؛ وترتيبه 74056 من حيث الاكتشاف.
اكتُشف هذا الجُرم الفلكي بواسطة Paul G. Comba ‏ في 28 مايو 1998.

## وصلات خارجية
- (74056) 1998 KM9 في قاعدة بيانات مختبر الدفع النفاث لأجرام النظام الشمسي الصغيرة

- الاكتشاف · مخطط المدار ·  العناصر المدارية · المعلمات المادية

- (74056) 1998 KM9 على موقع ويكي سكاي: DSS2, SDSS, GALEX, IRAS, Hydrogen α, X-Ray, Astrophoto, Sky Map, Articles and images